# Битка за Великије Луки
Битка за Великије Луки, између немачких и совјетских снага одиграла се у граду Великије Луки и његовој околини у зиму 1942—1943. године за време Другог светског рата.

## Битка
Након што је Операција Барбароса изгубила свој првобитни замах, а северни сектор Источног фронта се стабилизовао у пролеће 1942. године, Немци су држали под контролом град Великије Луки који је био кључна тачка за одбрану немачког мостобрана на реци Ловат. Изузетно важна железничка пруга, која се протезала правцем север-југ, налазила се западно од речне обале, непосредно иза немачке линије фронта, док се северно од града простирао мочваран терен који се протезао све до језера Пеипус, због чега је терен око града, за обе стране био изузетно неповољан за напад. Управо због тога, град је био логичан избор за следећи совјетски контранапад који је требало да уништи немачки мостобран и омогући успостављање совјетског мостобрана на западној обали реке чиме би Немци били онемогућени да користе железничку пругу. Имајући то у виду, Немци су појачали гарнизон у граду и искористили затишје на фронту да добро утврде своје положаје.
Велика совјетска офанзива, чији главни циљ је био да се поврати град Великије Луки, започела је средином новембра 1942. године, само неколико дана пре почетка велике немачке операције опкољавања Стаљинграда познатије под називом Операција Уран. За кратко време град се нашао у обручу, али је јак немачки гарнизон успео да одбије прве совјетске нападе на сам град. Док су совјети били заузети покушајима да освоје снажно утврђен град, Немци су довукли појачања и неколико пута покушали да разбију совјетске снаге које су држале обруч. Међутим, сви немачки покушаји били су безуспешни. Пред сам крај операције, Немци су чак ангажовли и пук специјалне намене „Бранденбург“ како би ослабили совјетске позиције и омогућили гарнизону да се пробије из окружења, али је и овај покушај пропао и град је изгубљен. Мали део немачког гарнизона успео је да се уз помоћ пука „Бранденбург“ пробије до немачке линије фронта. Браниоци источног дела града коначно су се предали 16. јануара 1943. год.
Ова битка понекад се назива и „Малим Стаљинградом на северу“ због своје сличности са Битком за Стаљинград која је у исто бреме беснела на јужном крилу Источног фронта. (Међутим, многе битке у Другом светском рату и после такође ће бити окарактерисане као „Мали Стаљингради“.)

## Супротстављене стране

### Немци
- Група армија Центар-фелдмаршал Гинтер фон Клуге
  - Група Шевалерије
    - Гарнизон у Великије Луки
      - Група Велер
        - 8. оклопна дивизија
        - 20. моторизована пешадијска дивизија
        - 3. брдска дивизија
        - 83. пешадијска дивизија
          - 3. скијашки батаљон (придодат)

        - 205. пешадијска дивизија
        - 291. пешадијска дивизија
        - 331. пешадијска дивизија
        - Делови 3. брдске дивизије
        - 1. СС моторизована бригада
          - 495. чега јуришних топова (придодата)
          - РФСС батаљон (придодат)
          - Фрајкор Денмарк (придодат)

        - 185. батаљон јуришних топова
        - Једна чета 803. специјалног пука „Бранденбург“

    - II корпус Луфтвафе
      - 6. луфтвафе пољска дивизија
      - Један батаљон 7. ваздушно-десантне дивизије

Највећи део Групе армија Центар је у овом периоду био ангажован на сузбијању совјетске Ржев-Сичевске офанзиве.
Непосредно пре битке, немачке снаге у и око града Великије Луки биле су под контролом немачком LIX корпуса којим је командовао генерал Шевалерије. У току битке, LIX корпус је привремено преименован у Групу Шевалерије, која је по свему, осим по имену била армија, док је Група Велер формирана у циљу организације и командовања јединицама ангажованим на покушајима развијања совјетског обруча. После битке, Група Шевалери је поново добила стари назив, LIX корпус.
Скоро половина 83. пешадијске дивизије била је придодата гарнизону у Великије Луки.
Немачка 3. брдска дивизија је имала једва нешто више од половине пуног састава зато што се њен 139. пук након повлачења из Финске, налазио у Лапланду. 138. брдски пук представља непознату јединицу 3. брдске дивизије представљену на Мапама 2 и 3.
Немачка 8. оклопна дивизија била је део резерве Групе армија Север. У тренутку отпочињања битке имала је на расплагању само мали број тенкова од којих су највећи број чинили заробљени чешки тенкови Панцер 38(т) и само неколико тенкова Панцер III и Панцер IV који нису били дорасли совјетским тенковима коришћеним у бици.
Немачка 20. моторизована пешадијска дивизија ангажована је из резерви Групе армија Центар.

### Совјети
- Каљињински фронт (Пуркајев)
  - Трећа ударна армија (К. Н. Галицки)
    - 21. гардијска стрељачка дивизија
    - 28. стрељачка дивизија
    - 32. стрељачка дивизија
    - 150. стрељачка дивизија Стаљин
    - 360. стрељачка дивизија
    - 129. тенковска бригада
    - 184. тенковска бригада
    - 236. тенковска бригада
    - 45. скијашка бригада
    - 23. стрељачка бригада
    - 100. стрељачка бригада
    - 389. пук ловаца на тенкове
    - Пратеће јединице

  - 2. механизовани корпус
    - 381. стрељачка дивизија
    - 33. тенковска бригада
    - 36. тенковска бригада
    - 18. механизована бригада
    - 34. механизована бригада
    - 43. механизована бригада
    - 44. скијашка бригада
    - 26. стрељачка бригада
    - 31. стрељачка бригада
    - Пратеће јединице

  - 5. гардијски стрељачки корпус-генерал-мајор Афанасиј Павлантјевич Бјелобородов
    - 9. гардијска стрељачка дивизија
    - 46. гардијска стрељачка дивизија
      - 34. пробојни тенковки пук (придодат)

    - 257. стрељачка дивизија
    - 357. стрељачка дивизија
    - 92. тенковска бригада
    - Пратеће јединице

  - 8. естонски стрељачки корпус-Лембит Абрамович Перн
    - 19. гардијска стрељачка дивизија
    - 7. естонска стрељачка дивизија
    - 249. естонска стрељачка дивизија
    - 45. тенковска бригада
    - Пратеће јединице

Највећи део Калињинског фронта под командом Максима Алексејевича Пуркајева био је ангажован у другој Ржев-Сичевској офанзиви јужно од града Великије Луки; само су јединице на десном крилу Каљињинског фронта учествовале у бици. К. Н. Галицки је командовао 3. ударном армијом која је била у саставу Калињинског фронта.
Совјетска 92. тенковска бригада била је опремљена тешким тенковима КВ-1.
Неуобичајено, совјетска 34. пробојна тенковска бригада је била наоружана тенковима Т-34 иако је њена намена подразумевала да она буде наоружана тешким тенковима. Такође, 34. тенковска бригада у време битке није имала статус гардијске бригаде иако је била у саставу 46. гардијске стрељачке дивизије.
184. тенковска бригада је у току битке у потпуности уништена али је поново формирана под називом 78. тенковска бригада.